# 勒扎克薩區
52°08′N 42°01′E / 52.133°N 42.017°E
勒扎克薩區（俄语：Ржаксинский район），是俄羅斯的一個區，位於該國西部，由坦波夫州負責管轄，面積1,415平方公里，2010年該區人口18,565，人口密度每平方公里13.12人。